# Hamster hybride
 (mai 2009).
Si vous disposez d'ouvrages ou d'articles de référence ou si vous connaissez des sites web de qualité traitant du thème abordé ici, merci de compléter l'article en donnant les références utiles à sa vérifiabilité et en les liant à la section « Notes et références ».
Les hamster hybrides sont issus de l'accouplement d'un hamster russe avec un hamster de Campbell. En effet ces deux espèces sont les seules à pouvoir se croiser.

## Description

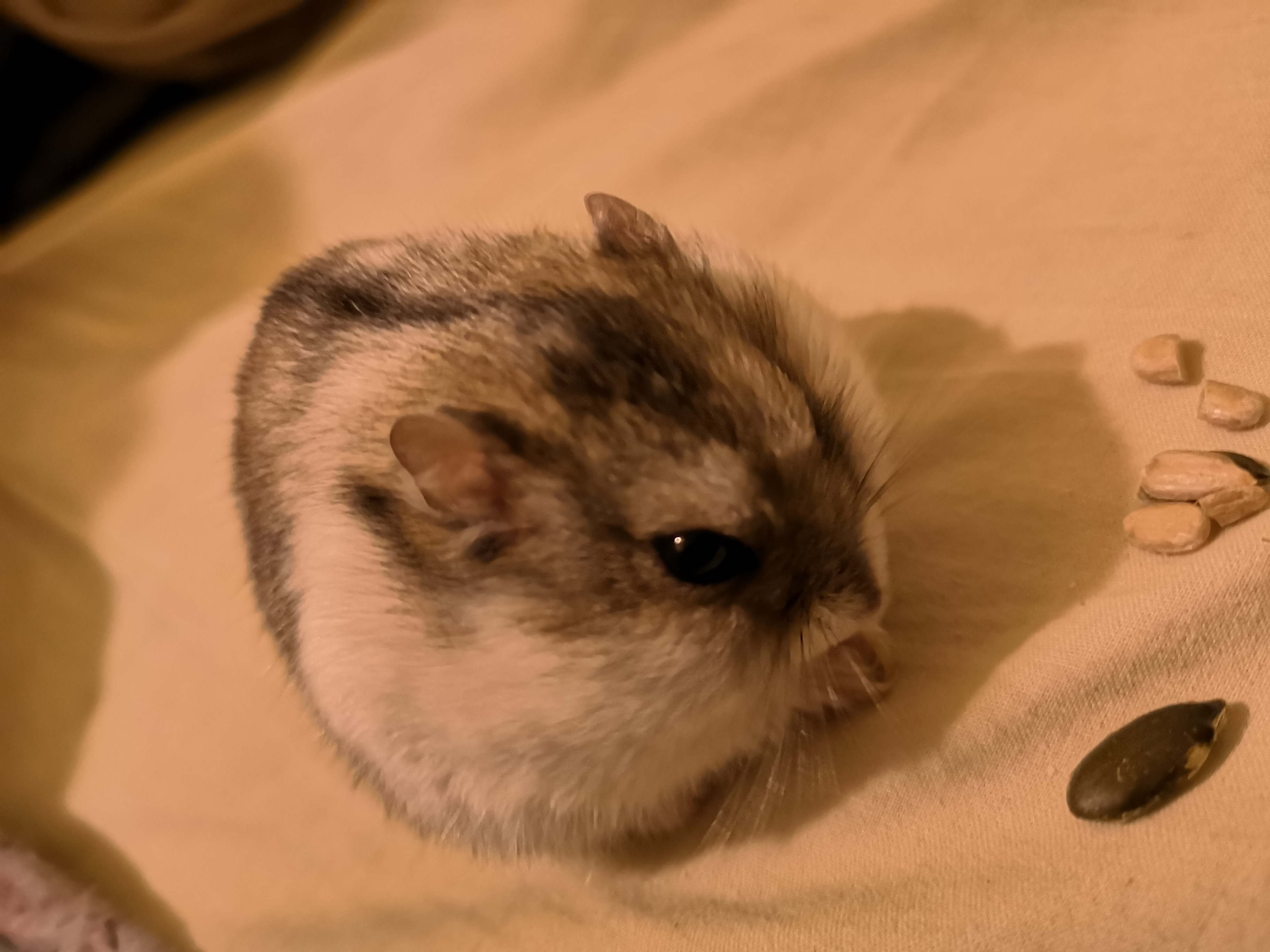

Cependant, dans de nombreux cas, les petits issus des accouplements en question ne sont pas viables, sont stériles ou ont de graves problèmes (croissance, cécité...). Parfois même, la femelle ayant en gestation des bébés hybrides, décède avant ou pendant la mise bas, notamment lorsqu'il s'agit d'une femelle Campbell car les petits seront de taille trop importante pour elle.
Dans de nombreux autres cas, les hamsters hybrides peuvent être parfaitement viables et fertiles.  
Dans la nature, un tel croisement aurait été impossible car la zone d'habitation du hamster russe étant séparée de celle du hamster de Campbell par 1200 km empêche leur rencontre, et donc leur croisement.[réf. souhaitée]
Ces hamsters se trouvent très souvent dans des animaleries, probablement parce que le personnel des-dites animaleries, connaissant mal les spécificités existant entre les diverses espèces de hamsters, confondent les hamsters de Campbell avec les hamsters russes (ces deux espèces se ressemblant énormément) et les placent donc en cohabitation, d'où la naissance d'hybrides.
Les hamsters russes ressemblant beaucoup aux hamsters de Campbell, les hybrides sont très difficiles à reconnaître : ils peuvent ressembler à la fois aux deux espèces dont ils sont issus, tout comme ils peuvent ressembler à s'y méprendre à une de ces deux espèces.
Un hamster souvent appelé « russe » que vous avez récupéré en association, acheté en animalerie, ou encore acheté chez des particuliers, est forcément un hybride. Un hamster « russe » pur ne peut qu'être adopté en élevage (avec pedigree, si l'éleveur en question ne vous le fournit pas, c'est un hybride). Le caractère du hamster hybride n'est pas vraiment définissable, car c'est l'issue de l'accouplement du hamster de campbell (vif, actif) avec un russe pur (la plupart du temps assez calme). Tout comme le campbell, le hamster hybride est fort sujet au diabète (transmis héréditairement, lignées mal sélectionnées..) il lui faudra donc une alimentation sans sucres (zéro fruits secs/frais, barres de céréales au miel, mélanges d'animaleries trop sucrés..) mais une alimentation spécifique faible en glucides (des mélanges spécialisés spécifiquement pour cette espèce sont disponibles sur le commerce en ligne).